# Anacamptis papilionacea
L'orchidea farfalla (Anacamptis papilionacea (L.) R.M.Bateman, Pridgeon & M.W.Chase, 1997) è una pianta appartenente alla famiglia delle Orchidacee.

## Descrizione
È una pianta erbacea alta 15–40 cm, con fusto cilindrico di colore verde, con macchie rossastre alla sommità.

L'apparato radicale è caratterizzato da due rizotuberi tondeggianti.

Le foglie basali, lineari-lanceolate, di colore verde glauco, sono riunite in rosetta mentre le cauline, guainanti, sono di dimensioni decrescenti man mano che si procede verso la sommità e presentano sfumature rossastre. Le brattee, ovato-lanceolate, sono di colore rosaceo con venature brunastre.

I fiori, riuniti in infiorescenze dense e allungate, presentano sepali ovato-lanceolati, di colore dal rosa al viola e petali oblunghi, più corti dei sepali.
Il labello è roseo, più chiaro al centro ed alla base, talora con venature a ventaglio. Lo sperone è conico, più corto dell'ovario, dritto o curvo in basso.
Fiorisce dalla fine di febbraio a metà giugno.

## Distribuzione e habitat
È una specie a diffusione mediterranea.

In Italia è presente in quasi tutto il territorio, tranne Trentino-Alto Adige e Friuli-Venezia Giulia.

La varietà A. papilionacea grandiflora è nota solo per Sicilia e Sardegna.
Cresce in ambienti di prateria, gariga e macchia, fino a 5.400 m di altitudine, con predilezione per i suoli asciutti, calcarei o debolmente acidi.

## Riproduzione
L'impollinazione è entomofila ad opera degli imenotteri del genere Eucera.

## Tassonomia
Descritta da Linneo come Orchis papilionacea questa specie è stata recentemente assegnata al genere Anacamptis.
Il numero cromosomico di Anacamptis papilionacea è 2n=32.

### Varietà

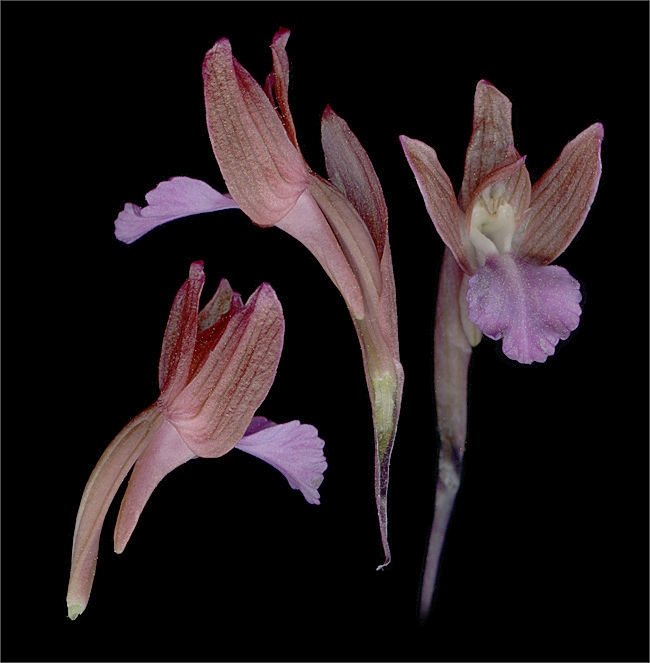
Dettaglio del fiore di A. papilionacea

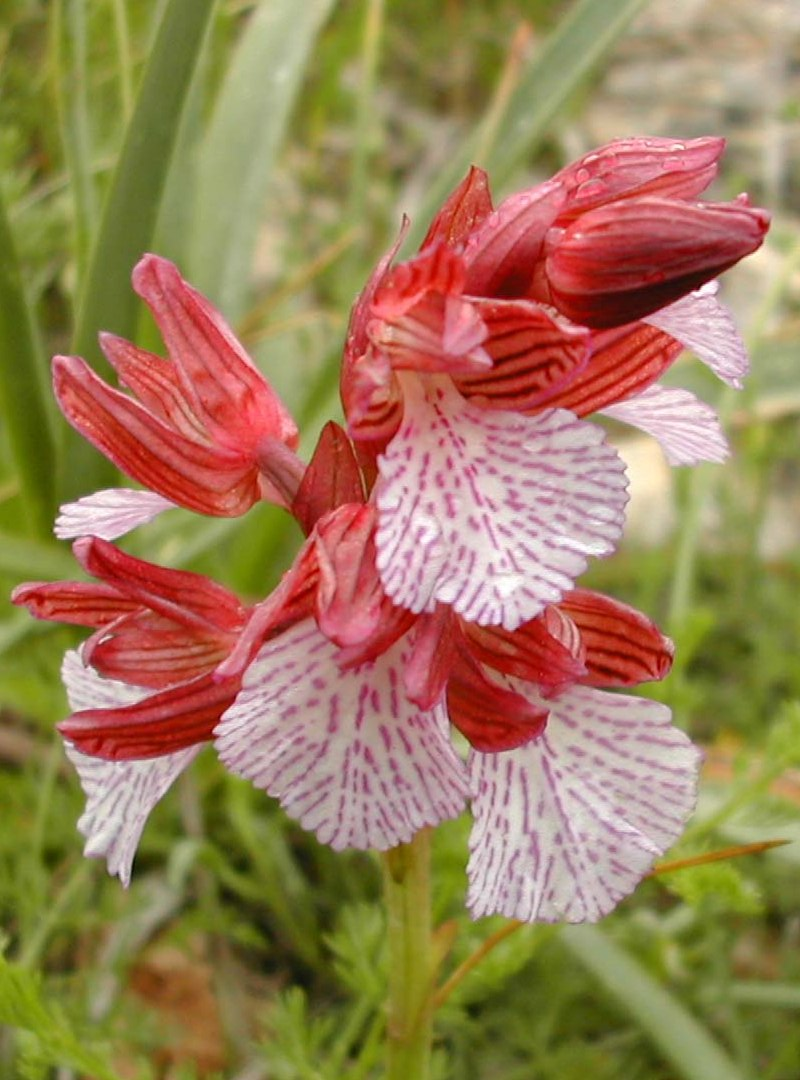
Dettaglio del fiore di A. papilionacea var. grandiflora

- A. papilionacea var. grandiflora (Boiss.), in passato considerata al rango di sottospecie, presenta un labello più largo, più piatto, più chiaro, e con venature più marcate.

### Ibridi
- Anacamptis × bornemanniae (A. longicornu × A. papilionacea)
- Anacamptis × gennarii (A. morio × A. papilionacea)
- Anacamptis × van-lookenii (A. papilionacea × A. pyramidalis)

Sono inoltre stati descritti ibridi con altri generi di Orchidinae tra i quali:
- ×Serapicamptis (Anacamptis × Serapias)[3]
  - × Serapicamptis barlae (K.Richt.) J.M.H.Shaw, 2005 (A. papilionacea × S. lingua)
  - × Serapicamptis cytherea (B.Baumann & H.Baumann) H.Kretzschmar, Eccarius & H.Dietr., 2007 (A. papilionacea × S. orientalis)
  - × Serapicamptis debeauxii (E.G.Camus) J.M.H.Shaw, 2005 (A. papilionacea × S. cordigera)
  - × Serapicamptis ligustica (E.G.Camus) J.M.H.Shaw, 2005 (A. papilionacea × S. vomeracea)
  - × Serapicamptis myrtoa (Kalop. & Aperghis) J.M.H.Shaw, 2005 (A. papilionacea × S. bergonii)
  - × Serapicamptis triloba (Viv.) J.M.H.Shaw, 2005 (A. papilionacea × S. neglecta)